# Edward N. Peters
Pour les articles homonymes, voir Peters.
Edward N. Peters, né en 1957 à Saint-Louis dans le Missouri aux États-Unis, est un canoniste américain.
Il est référendaire conseiller et consultant au Tribunal suprême de la Signature apostolique du Saint-Siège, et professeur de droit canonique au Grand séminaire du Sacré-Cœur (en) de l'archidiocèse de Détroit.

## Biographie
Edward Neal Peters naît en 1957 et grandit à Saint-Louis, où il suit les cours de la Chaminade College Preparatory School jusqu'en 1975. Il continue ses études à l'université de Saint-Louis, avec une spécialisation en science politique. Il en sort diplômé en 1979,.

## Œuvres
- 1988: Home Schooling & the New Code of Canon Law (Brownson studies)
- 1997: 100 Answers to Your Questions on Annulments (a Basilica Press "Modern Apologetics" Book)
- 2000: Tabulae congruentiae inter Codicem iuris canonici et versiones anteriores canonum
- 2001: The 1917 or Pio-Benedictine Code of Canon Law: in English Translation with Extensive Scholarly Apparatus
- 2004: Annulments and the Catholic Church
- 2005: Incrementa in progressu 1983 Codicis iuris canonici
- 2006: Excommunication and the Catholic Church
- 2007 : « Accidental Parricide during the Ius Novissimus. How Canonical Commentary Mitigated Rigorous Law » in Ephemerides Theologicae Lovanienses, vol.83 n°4, p. 339-358.
- 2008: A Modern Guide to Indulgences